# 多夫加施泰因
多夫加施泰因是奥地利萨尔茨堡州蓬高地区圣约翰县的一个市镇。总面积54.07平方公里，总人口1481人，人口密度27.4人/平方公里（2001年）。